# 钱俊瑞

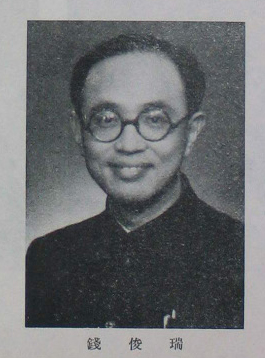

钱俊瑞（1908年—1985年5月25日），江苏无锡人，中国经济学家，中国科学院哲学社会科学部学部委员。第八届中共中央候补委员，第一、二届全国人大代表，第二、四届全国政协委员，第三、五、六届全国政协常委。

## 生平
钱俊瑞生于农民家庭，于1922年考入江苏省立第三师范学校，1927年毕业。次年又入读于中央大学区立民众教育院（後改為江蘇省立教育學院，院系調整後改為江蘇師範學院、蘇州大學）。1929年起参与了时任中央研究院社会科学研究所所长陈翰笙主持的农村经济调查。30年代曾倡导土地改革。1933年，钱俊瑞被社会科学研究所除名，自南京返回上海。经陈翰笙介绍，到塔斯社上海分社工作。同年参加了“苏联之友”社和社会科学研究会，开始与邹韬奋、胡愈之，金仲华、曹亮、张仲实、艾思奇等人接触并共事。1934年加入左翼文化总同盟。《世界知识》半月刊是1934年9月由著名的文化进步人士胡愈之和苏联之友社中的钱俊瑞等人根据中国共产党的指示在上海创办的。
1935年，父亲遭地主殴打入狱后转入中国共产党，并参与成立上海文化界救国会。1936年至1937年，任中国社会科学家联盟党团书记、中国左翼文化界总同盟成员、苏联之友社党团书记，还与邹韬奋等人组织全国各界救国联合会。
抗日战争期间曾任全国救国联合会党团书记、第五战区司令长官部文化工作委员会主任、中共中央华中局文化委员会书记、新四军政治部宣教部长等职。抗战结束后前往北平出任新华社北平分社社长、总编辑，创办《解放》三日刊。1946年前往赴安，任《解放日报》社社论委员会主任。1947年后又任华北大学教务长。
中华人民共和国成立后出任教育部党组书记、副部长。1952年任政务院文化教育委员会秘书长。1954年调任文化部党组书记、副部长。1955年当选中国科学院哲学社会科学部学部委员。
文化大革命被关押入狱八年，遭受酷刑折磨，多次被殴打致失去知觉。1975年获释。1978年后，担任过中国社会科学院世界经济研究所所长、中国世界经济学会会长、《世界经济导报》名誉社长、中国苏联东欧学会会长等职。1979年率领中华人民共和国代表团首次参加世界经济论坛。
1985年5月25日在北京逝世，享年77岁。